# 미적분학의 기본 정리
미적분학의 기본 정리(微積分學의基本定理, 영어: fundamental theorem of calculus)는 미분과 적분을 서로 연관시키는 정리이다. 미적분학의 기본 정리와 그 증명은 제임스 그레고리(1638–1675)가 발표하였으며, 아이작 베로우(1630–1677)는 더욱 일반적인 경우를 증명하였다. 이후 아이작 베로우의 제자인 아이작 뉴턴이 미적분학의 기본 정리를 완성시켰고, 이 정리의 제안과 증명으로부터 적분과 미분이 통합된 미적분학이 창시되었다. 독일의 라이프니츠 역시 뉴턴과는 독자적으로 미적분학의 기본 정리의 최종형태를 발견했고, dx와 dy와 같은 무한소를 나타내는 기호를 도입함으로써 미적분학의 발전에 크게 기여하였다.
미적분학의 기본 정리는 두 결과로 구성되며, 이 둘 가운데 하나를 뜻하기도 한다. 미적분학의 제1 기본 정리는 미분과 적분이 서로 역연산 관계에 있다는 정리이다. 이 정리는 관련이 없어 보이는 두 수학이 아주 긴밀한 관계를 가지고 있음을 보여준다. 미적분학의 제2 기본 정리는 정적분을 부정적분의 차로 간단히 계산할 수 있음을 의미한다. 이 정리가 있기에 계산이 힘든 리만 합의 극한을 매번 계산할 필요 없이 간단히 부정적분을 사용해 정적분의 값을 계산할 수 있다.

## 기하학적 직관

빨간색 영역의 넓이는 정확히 이며, 가 충분히 작을 때 직사각형의 넓이 로 근사할 수 있다.

연속 함수 {\displaystyle f\colon \mathbb {R} \to \mathbb {R} }는 {\displaystyle (t,y)}-데카르트 좌표계를 추가한 평면 위의 곡선으로 나타낼 수 있다. 만약 항상 {\displaystyle f(t)\geq 0}이라면, 곡선과 t축, y축, 직선 {\displaystyle t=x}로 둘러싸인 영역의 넓이 {\displaystyle A(x)}는 리만 적분
{\displaystyle A(x)=\int _{0}^{x}f(t)\,dt}
으로 주어진다. 작은 실수 {\displaystyle h>0}에 대하여, {\displaystyle A(x+h)-A(x)}은 직선 {\displaystyle t=x}와 직선 {\displaystyle t=x+h} 사이의 영역의 넓이이며, 직사각형의 넓이
{\displaystyle A(x+h)-A(x)\approx f(x)h}
로 근사할 수 있다. 따라서, {\displaystyle h}가 충분히 작을 때
{\displaystyle {\frac {A(x+h)-A(x)}{h}}\approx f(x)}
이다. 이 근사는 절댓값이 작은 {\displaystyle h<0}에 대해서도 성립한다. 좌변은 곡선과 직선 {\displaystyle t=x}, {\displaystyle t=x+h}의 교점을 잇는 직선의 기울기이며, {\displaystyle A}의 {\displaystyle x}에서의 미분 {\displaystyle A'(x)}은 이 기울기의 극한
{\displaystyle A'(x)=\lim _{h\to 0}{\frac {A(x+h)-A(x)}{h}}}
으로 주어진다. 따라서,
{\displaystyle A'(x)=f(x)}
이다.
물론 직관적인 관찰에는 직사각형 넓이와 실제 넓이의 오차에 대한 고려가 빠져 있다. 사실, {\displaystyle f}가 연속 함수이므로, {\displaystyle h}가 작을 때 {\displaystyle t\in [x,x+h]}에서 {\displaystyle f(t)}가 변화하는 폭도 작다. {\displaystyle f(t)}의 {\displaystyle t\in [x,x+h]}에서의 최솟값을 {\displaystyle m}, 최댓값을 {\displaystyle M}이라고 했을 때, 실제 넓이와 근사 넓이 모두 같은 범위
{\displaystyle mh\leq A(x+h)-A(x)\leq Mh}
{\displaystyle mh\leq f(x)h\leq Mh}
에 속한다. 따라서, 기울기와 그 근삿값 {\displaystyle f(x)} 사이의 오차는 {\displaystyle M-m} 이하이다.
{\displaystyle \left|{\frac {A(x+h)-A(x)}{h}}-f(x)\right|\leq M-m}
{\displaystyle h}가 충분히 작을 때, {\displaystyle f}가 변화하는 폭 {\displaystyle M-m} 역시 아주 작으므로, 오차를 원하는 만큼 줄일 수 있다.

## 속도와 변위
어떤 물체가 직선 위에서 시간 {\displaystyle t\in [t_{0},t_{1}]} 동안 속도 {\displaystyle v(t)\geq 0}로 운동했을 때 일어난 변위 {\displaystyle \Delta s}를 구하는 문제를 생각해 보자. 우선, 속도 함수가 충분히 좋은 성질을 가진다고 가정하였을 때 (예: 연속 함수), 시간 {\displaystyle t\in [t_{0},t_{1}]} 동안의 변위는 리만 적분
{\displaystyle \Delta s=\int _{t_{0}}^{t_{1}}v(t)\,dt}
과 같다. 또한, {\displaystyle t_{0}}와 {\displaystyle t_{1}} 사이의 변위는 두 시각의 변위의 차
{\displaystyle \Delta s=s(t_{1})-s(t_{0})}
와 같다. 따라서, 다음이 성립한다.
{\displaystyle \int _{t_{0}}^{t_{1}}v(t)\,dt=s(t_{1})-s(t_{0})}
즉, 상수를 더하는 차이를 무시하면, 변위는 속도의 적분과 같다. 다른 한편, 속도는 정의에 따라 변위의 미분이다.
{\displaystyle v(t)=s'(t)=\lim _{\Delta t\to 0}{\frac {s(t+\Delta t)-s(t)}{\Delta t}}}

## 정의

미적분학의 기본 정리

### 제1 기본 정리
리만 적분 가능 함수 {\displaystyle f\colon [a,b]\to \mathbb {R} }가 주어졌다고 하자. 함수 {\displaystyle F\colon [a,b]\to \mathbb {R} }를 다음과 같이 정의하자.
{\displaystyle F(x)=\int _{a}^{x}f(t)\,dt\qquad (\forall x\in [a,b])}
미적분학의 제1 기본 정리에 따르면, 다음이 성립한다.
- {\displaystyle F}는 립시츠 연속 함수이다. 따라서, {\displaystyle F}는 균등 연속 함수이며, 연속 함수이다.
- 만약 {\displaystyle f}가 연속 함수라면, {\displaystyle F}는 미분 가능 함수이며, 그 미분은 {\displaystyle F'=f}이다.

제1 기본 정리의 증명:
함수 {\displaystyle f}는 리만 적분 가능하므로, 유계 함수이다. 즉,
{\displaystyle M=\sup _{t\in [a,b]}|f(t)|<\infty }
이다. 따라서, 임의의 {\displaystyle a\leq x\leq y\leq b}에 대하여,
{\displaystyle |F(y)-F(x)|=\left|\int _{a}^{y}f(t)\,dt-\int _{a}^{x}f(t)\,dt\right|=\left|\int _{x}^{y}f(t)\,dt\right|\leq \int _{x}^{y}|f(t)|\,dt\leq M(y-x)}
이다. 즉, {\displaystyle F}는 립시츠 연속 함수이다.
이제, {\displaystyle f}가 연속 함수라고 가정하고, 임의의 {\displaystyle x\in [a,b]} 및 {\displaystyle \epsilon >0}이 주어졌다고 하자. {\displaystyle f}의 연속성에 따라,
{\displaystyle |f(t)-f(x)|<\epsilon \qquad (\forall t\in (x-\delta ,x+\delta )\cap [a,b])}
인 {\displaystyle \delta >0}가 존재한다. 임의의 {\displaystyle y\in ((x-\delta ,x)\cup (x+\delta ))\cap [a,b]}에 대하여,
{\displaystyle \left|{\frac {F(y)-F(x)}{y-x}}-f(x)\right|=\left|{\frac {1}{y-x}}\int _{x}^{y}f(t)\,dt-{\frac {1}{y-x}}\int _{x}^{y}f(x)\,dt\right|=\left|{\frac {1}{y-x}}\int _{x}^{y}(f(t)-f(x))\,dt\right|<\epsilon }
이다. 따라서, {\displaystyle F}는 {\displaystyle x}에서 미분 가능하며, {\displaystyle F'(x)=f(x)}이다.

### 제2 기본 정리
리만 적분 가능 함수 {\displaystyle f\colon [a,b]\to \mathbb {R} }가 주어졌고, {\displaystyle F'=f}인 미분 가능 함수 {\displaystyle F\colon [a,b]\to \mathbb {R} }가 존재한다고 하자 (즉, {\displaystyle F}는 {\displaystyle f}의 부정적분이다). 미적분학의 제2 기본 정리에 따르면, 다음 등식이 성립한다.
{\displaystyle \int _{a}^{b}f(t)\,dt=F(b)-F(a)}
제2 기본 정리의 증명:
폐구간 {\displaystyle [a,b]}의 임의의 분할
{\displaystyle P=(x_{0}^{P},x_{1}^{P},\dots ,x_{n(P)}^{P})}
{\displaystyle a=x_{0}^{P}<x_{1}^{P}<\cdots <x_{n(P)}^{P}=b}
을 생각하자. 평균값 정리에 따라, 각 {\displaystyle i=1,\dots ,n(P)}에 대하여
{\displaystyle F(x_{i}^{P})-F(x_{i-1}^{P})=f(\xi _{i}^{P})(x_{i}^{P}-x_{i-1}^{P})}
인 {\displaystyle \xi _{i}^{P}\in (x_{i-1}^{P},x_{i}^{P})}가 존재한다. 위 등식을 모든 {\displaystyle i}에 대하여 합하면
{\displaystyle F(b)-F(a)=\sum _{i=1}^{n(P)}f(\xi _{i}^{P})(x_{i}^{P}-x_{i-1}^{P})}
을 얻는다. 우변은 {\displaystyle f}의 {\displaystyle P}에 대한 리만 합이므로, 분할 {\displaystyle P}에 대한 극한을 취하면 리만 적분
{\displaystyle F(b)-F(a)=\int _{a}^{b}f(t)\,dt}
을 얻는다.

## 일반화

### 르베그 적분
르베그 적분은 리만 적분을 효과적으로 일반화한다. 구체적으로, 모든 리만 적분 가능 함수는 르베그 적분을 가지며, 이는 리만 적분과 일치한다. 미적분학의 기본 정리의 르베그 적분 형태가 존재하며, 다음과 같다. 르베그 적분을 갖는 가측 함수 {\displaystyle f\colon [a,b]\to \mathbb {R} }에 대하여, 함수
{\displaystyle F\colon [a,b]\to \mathbb {R} }
{\displaystyle F(x)=\int _{a}^{x}f(t)\,dt\qquad (\forall x\in [a,b])}
는 절대 연속 함수이며, 거의 모든 {\displaystyle x\in [a,b]}에 대하여 {\displaystyle F'(x)=f(x)}를 만족시킨다. 또한, 임의의 미분 가능 함수 {\displaystyle F\colon [a,b]\to \mathbb {R} }에 대하여, 만약 도함수 {\displaystyle F'=f}가 르베그 적분을 갖는다면,
{\displaystyle \int _{a}^{b}f(t)\,dt=F(b)-F(a)}
이다.

### 스토크스 정리
미적분학의 기본 정리는 폐구간 및 0-형식에 대한 스토크스 정리와 같다.

## 같이 보기
- 지배 수렴 정리: 르베그 적분을 이용할 경우 성립하는 이 정리를 이용해 미적분학의 기본 정리를 일반화할 수 있다.

## 참고 문헌
- Rudin, Walter (1976). 《Principles of mathematical analysis》. International Series in Pure and Applied Mathematics (영어) 3판. McGraw-Hill. ISBN 978-0-07-054235-8. MR 0385023. Zbl 0346.26002. 2014년 10월 6일에 원본 문서에서 보존된 문서. 2014년 10월 6일에 확인함.